# Josef Jerie

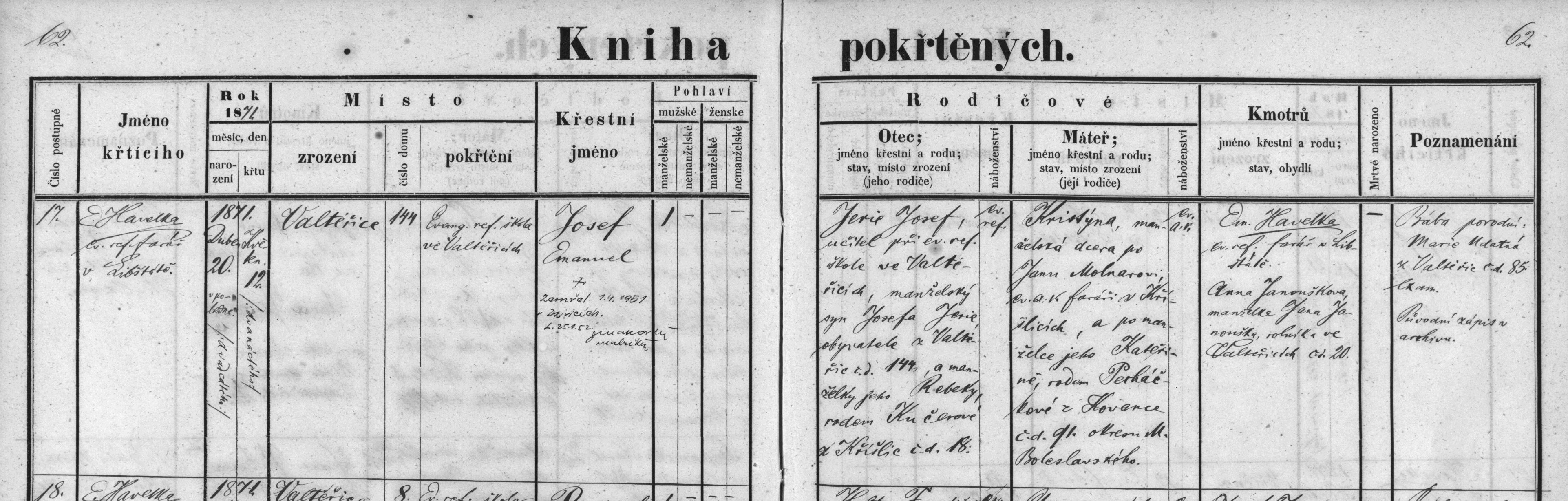
matriční zápis o narození a křtu Josefa Jerie (matrika N 1866-1887 evangelický farní úrad Libštát (SOA Zámrsk))

Josef Jerie (20. dubna 1871, Valteřice u Jilemnice – 1. dubna 1951, Praha) byl český gynekolog a porodník, jeden ze zakladatelů českého porodnictví.

## Život
Promoval v roce 1897. Od roku 1899 působil na Pawlíkově gynekologicko-porodnické klinice. Do roku 1923 působil na lékařské fakultě Univerzity Karlovy v Praze již jako profesor. V letech 1923-1939 byl přednostou I. gynekologicko-porodnické kliniky v Praze. V roce 1939 odešel do důchodu.
Navrhl vlastní operační způsob nápravy retroverze dělohy. Zabýval se též urologií, séroterapií tetanu a růstu vaječníkových nádorů.